# Правило игре (филм)
Правило игре (фр. Le Règle du jeu) је траги-хумористички филм француског филмског редитеља Жана Реноара из 1939. године. Жан Реноар се сматра једним од највећих и најзначајнијих уметника француског поетског реализма и највећим француским редитељем до 60-их година 20. века, а овај филм његовим најчувенијим ремек-делом, као и једним од најсјајнијих светских филмских остварења уопште.
Реноар је филм урадио као савремену адаптацију комедије Маријанини каприци (Les Caprices de Marianne) француског романтичарског песника и комедиографа Алфреда де Мисеа (1810−1857).
Филм је прављен по моделу класичне позоришне фарсе Маривоа и Бомаршеа из 18. века, а музика је прављена на основу дела Моцарта, Јохана Штрауса и Шопена.

## Радња филма
Филм Правило игре је елегантна трагикомедија са компликованим заплетом.
Млади авијатичар Андре Жирије заљубљен је у Кристину, жену богатог земљопоседника и колекционара механичких птица, Јеврејина, маркиза Робера де ла Чеснеја. Прелетевши Атлантик у рекордном времену Андре јавно, преко радија, изражава своје разочарење што га „неко” (мисли на Кристину) није сачекао на аеродрому. Маркиз, на наговор свога пријатеља Октава (ког игра сам Реноар), организује лов на свом сеоском имању, на који позива између осталих и Андреа, али и своју љубавницу Женевјев. После сцене лова у којем је побијено на стотине зечева и птица, следи серија љубавних интрига, како међу маркизовим гостима, припадницима вишег сталежа, тако и међу слугама на имању, који су, по свом снобизму, неискрености и сујети, слика и прилика својих господара. Ни једна од тих интрига није озбиљна, али ловочувар, мислећи да пуца на ловокрадицу за кога сумња да је љубавник његове жене Лисет, пуца у Андреа Жиријеа и убија га. Маркиз преузима контролу над ситуацијом, извињавајући се гостима „због жалосног инцидента”.

### Поента филма
Филм Правило игре је оштра критика европског друштва у изузетно критичном историјском тренутку пред Други светски рат. Врцав и елегантан, али дубоко песимистичан филм који се на крају ипак бави социјалним сломом и декаденцијом. У филму Реноар приказује свет у коме су осећања замењена манирима, а спољашња форма је све што је остало од цивилизацијских тековина. Целокупно друштво деформисало се у лажну слику, а изношење истине се сматра „кршењем правила игре” и кажњава се, па је тако кажњен и млади Жирије, који је жртвован како би декадентно и корумпирано друштво могло да настави да егзистира. Посебно је интересантна чувена сцена лова на зечеве, са метафоричким значењем и наглашеним ужасом самог чина лова.
У овој трагикомедији преплићу се комичне сцене које подсећају на сцене из филмова браће Маркс са оним трагичним, какве су крваве сцене стотина побијених и осакаћених животиња, а сам Реноар је током снимања био растрзан између жеље да од њега направи комедију и жеље да исприча трагичну причу. У својој аутобиографији Мој живот и моји филмови написао:
| „ | То је ратни филм, али се у њему не помиње рат. Упркос њеном наизглед безопасном изгледу, ова прича је напад на саму структуру нашег друштва. | ” |

### Техничке карактеристике
Пошто је био принуђен да одустане од снимања филма у техниколору, Реноар је у овом филму усавршио употребу дугих кадрова и дубинске композиције. Ни у једном другом филму није употребио општи план и дубинску оштрину тако драмски ефектно, као у овом филму. Кадар секвенце доминира у готово свакој важнијој сцени, а камера се непрестано креће, пратећи значајну радњу у оквиру кадра. Реноар прибегава експресивној монтажи само једном и то да би нагласио ужас и метафору у чувеној сцени лова.
Жан Реноар био је први велики редитељ звучног филма који је, упркос неразвијеној технологији, дубински компоновао своје кадрове. Експерименте са овом техником снимања Реноар је започео на својим првим звучним филмовима, а усавршио ју је у филму Велика илузија. Дубину је постизао вештачки, непрестаним подешавањем оштрине камере која прати драмску акцију у кадру. Компоновао је филм углавном од покретних кадрова-секвенци, чиме је одбацио тада традиционалне технике монтаже и драмску напетост стварао прецизним смештањем ликова на различите просторне нивое унутар кадра. Драмска тензија је у таквим кадровима постигнута „композицијом по дубини” односно симултаним поретком драмски значајних радњи и објеката на више просторних планова унутар кадра. Дубинска композиција у суштини представља покушај да се дводимензионални простор биоскопског платна претвори у тродимензионални. Касније је ову технику усавршио Орсон Велс у својим филмовима.

## Контроверзе: забране и признања
Сам Реноар очекивао је да филм буде сматран контроверзним, али није могао ни да претпостави тако екстремну реакцију каква је настала после приказивања. На париској премијери филм је изазвао политичке немире, дистрибутер га је скратио и премонтирао са 113 на 80 минута, да би га најзад, 1939. године, војни цензори забранили као „деморалишући”. Нацисти су га забранили током окупације, а оригинални негатив је уништен 1942. године, за време Другог светског рата. У комерцијалном смислу овај филм је био потпуна пропаст.
Касних 40-их и 50-их година 20. века сећање на овај филм је преживело само захваљујући Андреу Базену (André Bazin) и његовим следбеницима у часопису Cahiers du Cinema, који су тврдили да је филм Правило игре, заједно са филмом Грађанин Кејн (1941), весник модерног филма.
Године 1956, под Реноаровим надзором, два француска продуцента рестаурирала су интегралну верзију филма до скоро оригиналне дужине (изостављена је само једна сцена). Такав је приказан и на Венецијанском филмском фестивалу 1959. године и од тада Правило игре ужива светски углед. Године 1962. и 1972. на међународном скупу филмских критичара сврстан је међу десет највећих икад снимљених филмова.

## Улоге
| Глумац                            | Улога                      |
| --------------------------------- | -------------------------- |
| Нора Грегор (Nora Gregor)         | Кристина де ла Чеснеј      |
| Полет Дибо (Paulette Dubost)      | Лисет, кристинина собарица |
| Мила Парели (Mila Parély)         | Женевјев де Мара           |
| Одет Талазак (Odette Talazac)     | госпођа Шарлот де ла Плант |
| Клер Жерар (Claire Gérard)        | госпођа де ла Брујер       |
| Ен Мајен (Anne Mayen)             | Жаки, Кристинина нећака    |
| Лиз Елина (Lise Elina)            | радио-репортер             |
| Марсел Далио (Marcel Dalio)       | маркиз Робер де ла Чеснеј  |
| Жилијен Карет (Julien Carette)    | Марсо, ловац               |
| Ролан Тутен (Roland Toutain)      | Андре Жирије               |
| Гастон Модо (Gaston Modot)        | Едуард Шумахер, ловочувар  |
| Жан Реноар (Jean Renoir)          | Октав                      |
| Пјер Мањи (Pierre Magnier)        | генерал                    |
| Еди Дубре (Eddy Debray)           | Корнел, батлер             |
| Пјер Неј (Pierre Nay)             | господин де Сент Обен      |
| Ришар Фронкер (Richard Francoeur) | господин де ла Брујер      |
| Леон Ларив (Léon Larive)          | кувар                      |